# تجانات (آيت حلي)
تجانات هو دُوَّار يقع بجماعة العنوصر، إقليم صفرو، جهة فاس مكناس في المملكة المغربية. ينتمي الدوّار لمشيخة آيت حلي التي تضم 7 دواوير. يقدر عدد سكانه بـ 567 نسمة حسب الإحصاء الرسمي للسكان والسكنى لسنة 2004.

## روابط خارجية
- البوابة الوطنية للجماعات الترابية نسخة محفوظة 12 مارس 2018 على موقع واي باك مشين.
- المندوبية السامية للتخطيط